# Perognathus parvus
Perognathus parvus är en gnagare som först beskrevs av Titian Peale 1848.  Perognathus parvus ingår i släktet fickspringmöss och familjen påsmöss.
Denna gnagare blir 6 till 9 cm lång (huvud och bål), har en 4,5 till 10 cm lång svans och väger cirka 20 g. Den mjuka pälsen på ovansidan består av en ljusbrun till rosa underull och svartaktiga täckhår. På undersidan har pälsen en ljusbrun till vit färg. Även svansen är uppdelad i en mörk ovansida och en ljus undersida. Vid bakfötterna förekommer hår på trampdynorna. Liksom andra arter av samma släkte har Perognathus parvus klor vid framtassarna och kindpåsar för att bära födan.
Arten förekommer i västra USA och i sydvästra Kanada. Habitatet är torrt och varierar mellan stäpper, buskskogar och trädgrupper. Allmänt behövs ett område med djupare jord mellan klippiga ställen.
När honan inte är brunstig lever hanar och honor ensam i underjordiska tunnelsystem. De äter främst frön samt några gröna växtdelar och insekter. Perognathus parvus lagrar större mängder föda i boet. Arten stannar mellan november och mars i tunnlarna. Den håller ingen vinterdvala men kan tidvis falla i ett stelt tillstånd (torpor). Tillståndet kan även förekomma under sommaren vid födobrist. Under de varma årstiderna är gnagaren främst aktiv under natten.
Boets ingång ligger ofta skyddad mellan buskarnas rötter och inne i tunnlarna är det fuktigt och kyligt.
Honan kan ha upp till tre kullar per år med 2 till 8 ungar per kull, oftast omkring 5 ungar. Dräktigheten varar 21 till 28 dagar. Efter födelsen får ungarna cirka tre veckor di.
Under år med mycket nederbörd kan det finnas 80 individer eller fler per hektar. Arten får skydd i sina tunnlar vid stäppbränder men den är efteråt mera utsatt för predatorer. Detta ökade jakttrycket är utan betydelse för hela beståndet. IUCN kategoriserar arten globalt som livskraftig.

## Underarter
Arten delas in i följande underarter:
- P. p. xanthonotus
- P. p. parvus

Wilson & Reeder (2005) skiljer mellan 12 underarter.